# Планинарски савез Београда
Планинарски савез Београда (ПСБ) (енгл. Mountaineering association of Belgrade) је планинарска организација која је основана 1948. године. Под својим окриљем окупља планинарска друштва и друге сродне организације на територији града Београда.

## Историјат
Планинарски савез Београда има традицију дугу готово 60 година, и своја велика искуства и знања данас усмерава на што успешније извођење преко 30 планинарских и спортских акција годишње. Поред организовања изузетно занимљивих излета и планинарских тура, ПСБ има велики утицај на омасовљавање сличних активности на нашим просторима. Двадесет планинарских друштава су чланице ПСБ-а, што показује масовност људи који у њега спадају. Поред тога, чланице су и неколико специјализованих планинарских одсека, чије акције су све популарније у свету, нарочито код млађих особа. У наставку можете сазнати како је започета идеја једног оваквог савеза.
Након ослобођења Београда од немачке окупације, 1945. године, основан је ,,Фискултурни савез Србије" (ФИСАС). Председник овог савеза био је Владимир Дедијер, а секретар Драгош Стевановић. Секретар за зимске спортове и планинарство био је Милош Нишавић. Стевановић и Нишавић били су истакнути смучари, а ћерке Милоша Нишавића биле су првакиње Србије у скијању.
У трећем броју часописа Фискултура од 23. јуна 1945. године, на четвртој страни дат је текст под насловом ,,Поступак за оснивање фискултурних друштава". Убрзо затим основан је ,,Фискултурни одбор Београда" (ФОБ), који је између осталих имао и секцију за планинарство и смучање, којом је руководио Милорад Мишчевић Бревинац, такође, познато име у свету планинарства и смучарства.
На предлог централног одбора ,,Фискултурног савеза Југославије", поднетом на другом конгресу ФСЈ 1948. године, планинарство се издваја из дотадашњих спортских друштава и клубова. Формира се планинарски одбор ФИСАС-а, који је на састанку одржаном 24. фебруара 1948. године изабрао Иницијативни одбор. На његовом челу био је Цица Константиновић, познати планинарски функционер, чији је задатак био да оснује Београдско планинарско друштво. Већ 14. марта исте године то друштво добија име Планинарско друштво ,,Београд".
Током 1948. године формира се Градски одбор Планинарског савеза, који ће нешто касније исте године добити име ,,Планинарски савез Београда". Планинарски савез Србије, основан 1948. године, преузео је координацију градских и покрајинских савеза.

## Задужења
Планинарски савез Београда организује разне активности и координише као кровна организација активностима свих својих чланова. Између осталог, Планинарски савез Београда организује:
- Полагања за планинске водиче
- Лигу Републике Србије у планинарској оријентацији
- Обуку алпиниста
- Обуку маркациста
- Годишњу експедицију планинара Републике Србије
- Планинарске походе

## Унутрашња организација
Планинарски савез Београда се највећим делом финансира из буџета Планинарског савеза Србије, а мањим делом од средстава обезбеђеним прикупљањем чланарине. 
1. Скупштина Планинарског савеза Београда
2. Управни одбор Планинарског савеза Београда
3. Надзорни одбор Планинарског савеза Београда
4. Веће части Планинарског савеза Београда

### Специјализоване службе:
- Горска служба спасавања Србије
- Алпинистички одсек Београд
- Спелеолошки одсек Београда
- Одсек за спортско пењање
- Одсек исхране и природи

## Планинарска друштва Републике Србије
- Планинарски клуб Раднички, Београд
- Планинарско спортски клуб Балкан, Београд
- Планинарско смучарски клуб Авала, Београд
- Планинарски клуб Победа, Београд
- Планинарски клуб Полицајац-Јосиф Панчић, Београд Архивирано на веб-сајту  (30. март 2018)
- Планинарско друштво ПТТ, Београд
- Планинарско друштво Вис, Лазаревац Архивирано на веб-сајту  (27. децембар 2017)
- Спортско пењачки клуб Вертикал, Београд
- Спортско пењачки клуб “Гецо”, Београд[мртва веза]
- Спортски клуб “Трибе”, Београд
- Планинарски клуб Железничар, Нови Београд
- Планинарско скијашки клуб Копаоник, Београд
- Планинарски клуб Гребен, Младеновац